# Dragan Škrbić
Dragan Škrbić, né le 29 septembre 1968 à Kula, est un ancien handballeur yougoslave puis serbe, évoluant au poste de pivot. Il a été élu Meilleur handballeur mondial de l'année en 2000.

## Palmarès

### Clubs
Compétitions internationales
- Coupe de l'EHF (1) : 2003
- Supercoupe d'Europe (1) : 2003
- Ligue des champions (1) : 2005

Compétitions internationales
- Coupe de Yougoslavie (1) : 1988
- Champion de Yougoslavie (1) : 1991
- Champion de Slovénie (1) : 1999, 2000
- Coupe de Slovénie (1) : 1999, 2000
- Champion d'Espagne (2) : 2003, 2006
- Coupe du Roi (2) : 2004, 2007
- Supercoupe d'Espagne (1) : 2003-04, 2006-07

### Sélection nationale
- Jeux olympiques
  - 4e aux Jeux olympiques de 2000 à Sydney
- Championnat du monde
  -  Médaille de bronze au Championnat du monde 2001 en France
  -  Médaille de bronze au Championnat du monde 1999 en Égypte
- Championnat d'Europe
  -  Médaille de bronze au Championnat d'Europe 1996
- Autres
  -  Médaille de bronze au Championnat du monde junior en 1989
  -  Médaille d'argent aux Goodwill Games de 1990
  -  Médaille d'or aux Jeux méditerranéens de 1991

### Distinction personnelle
- élu Meilleur handballeur mondial de l'année en 2000
  - Nommé en 1998 et 2001
- Meilleur buteur du Championnat d'Espagne (1) : 1997
- Élu meilleur joueur étranger du Championnat d'Espagne (1) : 1997
- Élu meilleur joueur du Championnat d'Allemagne (1) : 1998
- Élu meilleur pivot du Jeux olympiques de 2000
- Élu meilleur pivot du Championnat d'Espagne (2) : 2003, 2004